# Stand!
Stand! ist das vierte Studioalbum der US-amerikanischen Funk- und Soul-Band Sly & the Family Stone. Es erschien im Mai 1969 bei Epic Records.

## Hintergrund
Nachdem die in San Francisco gegründete Gruppe 1968 mit ihrem Album Dance to the Music kommerziellen Durchbruch hatte, blieb die folgende Veröffentlichung Life hinter den Erwartungen zurück. Als die Aufnahmen zu Stand! in den Pacific High Studios begannen, soll Sly Stone daher die Band in ähnlich autoritärer Art gedrillt haben, wie es vom Umgang James Browns mit seiner Formation The Famous Flames bekannt ist. Auch wenn in den Credits des Albums ausdrücklich erwähnt wird, dass keine anderen Musiker als die Gruppenmitglieder beteiligt waren (No other musicians are used), sollen noch mehrere Studiomusiker zusätzlich zu hören sein.
Bereits die erste Singleveröffentlichung Everyday People erreichte sowohl Platz 1 der Billboard-Pop- als auch der R&B-Charts. Das Album ist inhaltlich geprägt von der Auseinandersetzung mit Themen wie Rassentrennung und Diskriminierungen aufgrund der Hautfarbe. Wie bereits von der Band bekannt, appelliert es an mehreren Stellen für ein Einsetzen für ein gemeinschaftliches und gleichberechtigtes Zusammenleben. In Everyday People heißt es dazu „There is a blue one who can't accept the green one ... We got to live together“ und in der ebenfalls erfolgreichen Single Stand! „You’ve been sitting much too long, There’s a permanent crease in your right and wrong, Stand“. Damit brach die Gruppe mit der von Soul- und R&B-Bands bekannten Praxis, kaum soziale und politische Fragen zu kommentieren und etablierte eine neue im Soul, Funk und Hip-Hop übliche Tradition, zu diesen Themen Stellung zu nehmen. Stilistisch gilt Stand! als einflussreich für die Entwicklung schwarzer Musik in den 70er Jahren bis hin zum Genre Disco und Hip-Hop. Vielfach wurde das Schlagzeug aus You Can Make It If You Try von bekannten farbigen Musikern wie Ice Cube, Ice-T, Jungle Brothers, Queen Latifah oder Tupac Shakur gesampelt. Ebenfalls häufig in einem neuen musikalischen Kontext gestellt wurde der Schlagzeugteil von Sing a Simple Song, so zum Beispiel bei Arrested Development, Cypress Hill, Digital Underground, Grandmaster Flash & the Furious Five,Ice Cube, Ice-T, Public Enemy, TLC und Wu-Tang Clan.
Der Auftritt von Sly and the Family Stone im Sommer 1969 beim Woodstock-Festival, bei dem ein Großteil der Lieder von Stand! stammte, wird häufig als einer der Höhepunkte der Veranstaltung gesehen. Stand! wurde in den USA ursprünglich als Gatefold-Cover ausgeliefert.

## Titelliste
Alle Songs wurden von Sly Stone geschrieben, arrangiert und produziert.
Seite 1
1. Stand! – 3:08
2. Don’t Call Me Nigger, Whitey – 5:58
3. I Want to Take You Higher – 5:22
4. Somebody’s Watching You – 3:20
5. Sing a Simple Song – 3:56

Seite 2
1. Everyday People – 2:21
2. Sex Machine – 13:45
3. You Can Make It If You Try – 3:37

CD-Bonustracks (2007)
1. Stand! (Single Version) – 3:09
2. I Want to Take You Higher (Single Version) – 3:02
3. You Can Make It If You Try (Unissued Single Version) – 3:40
4. Soul Clappin’ II – 3:27
5. My Brain (Zig-Zag) – 3:18[10]

## Rezeption
- Der Musikjournalist Robert Christgau wies darauf hin, dass auf dem Greatest-Hits-Album der Gruppe fünf Lieder von Stand! enthalten seien und dass sich in dem Album bereits die ganze, sich schon bald zeigende Großartigkeit der Formation abzeichne. Sex Machine sei zwar von James Browns Aufnahne gleichen Titels abgelöst worden, aber alle anderen Nummern seien, in Anspielung auf den Bandnamen, in Stein geätzt.
- Auf Allmusic schrieb Stephen Thomas Erlewine, Stand! sei der Gipfel des frühen Werks der Gruppe. Das Album sei in seiner Mischung aus dem elastischen Zusammenspiel der Band, dem scharfen Sinn fürs Songwriting und dem sozialen Bewusstsein des Sängers gänzlich umwerfend. Die Veröffentlichung charakterisierte er als ansteckend, aufschlussreich, belebend, nachdenklich machend und stimulierend. In der Bewertung bekam Stand! fünf von fünf Punkten.[11]
- Im Rolling Stone schrieb Alec Dubro, beim ersten Mal höre sich das Album wie verzerrte Soulmusik oder wie Soulmusik ohne den üblichen Schliff an, das sei aber nur ein oberflächlicher Eindruck. Es sei weder plump noch ein Album für jemanden, der auf der Suche nach Perfektion oder Rafinesse sei. Es sei das richtige Album für jeden, der zu einem Haufen lärmender Kids grooven könne, die sich durch die Platte prügelten und einem genau sagten, was sie dächten, gleich, ob man es so hören wolle oder nicht.  Den Musikkritiker erinnerte der lange Instrumentalabschnitt in Sex Machine an Jimi Hendrix. Das Rassismus thematisierende Don’t Call Me Nigger, Whitey sei in seinem spöttischen, fast rotzigen Tonfall auf Irritation angelegt und erreiche sein Ziel.[12]

## Kommerzieller Erfolg

### Chartplatzierungen
Das Album erreichte Platz 3 der R&B-Album-Charts und Platz 13 der Billboard 200, die Singles Stand! Platz 22, Sing a Simple Song Platz 89, Everyday People Platz 1 und I Want to Take You Higher Platz 38 der Billboard Hot 100.
| ChartsChartplatzierungen       | Höchstplatzierung | Wochen |
| ------------------------------ | ----------------- | ------ |
| Vereinigte Staaten (Billboard) | 13 (102 Wo.)      | 102    |

### Auszeichnungen für Musikverkäufe
Von der RIAA wurde Stand! am 4. Dezember 1969 mit Gold und im November 1986 mit Platin ausgezeichnet.
| Land/Region               | Auszeichnungen für Musikverkäufe (Land/Region, Auszeichnung, Verkäufe) | Verkäufe  |
| ------------------------- | ---------------------------------------------------------------------- | --------- |
| Vereinigte Staaten (RIAA) | Platin                                                                 | 1.000.000 |
| Insgesamt                 | 1× Platin ·                                                            | 1.000.000 |